# Octavio Chacón
Octavio Chacón Garrido (Prado del Rey, 3 de junio de 1984) es un torero español.

## Carrera profesional

### Novillero
Octavio Chacón inició su trayectoria profesional como novillero toreando en plazas de la provincia de Cádiz, donde se forjó como novillero sin picadores; destacando actuaciones como la que tuvo lugar el 24 de febrero de 2001 en la Plaza de toros de El Puerto de Santamaría, en un festival benéfico a favor de la Cruz Roja, y en el que se lidiaron novillos de distintas ganaderías para toreros como Francisco Ruiz Miguel, José Luis Galloso, Tomás Campuzano, José Antonio Canales Rivera, Eduardo Dávila Miura y el joven Chacón.
Meses más tarde llegaría su debut como novillero con caballos, presentándose ante la afición en la Plaza de toros de Algeciras el 14 de abril de 2001, estoqueando reses de la ganadería de Joaquín Barral en compañía de los novilleros Curro Duarte y Juan Manuel Montoya; donde cortó tres orejas a sus oponentes.
En el mes de abril de 2001 se presentaría de luces en la Plaza de toros de Sevilla en una novillada de Villamarta donde actuaron Antonio Barea y  Antón Cortés. En esta ocasión Octavio Chacón, vestido de nazareno y oro  "que acaba de comenzar su andadura con picadores, tiene detalles en su toreo. Por ejemplo, manejó bien el capote ante su primero".
En las temporadas siguientes continuó formándose como novillero, actuando en plazas de toda España, consiguiendo anunciarse nuevamente en la Real Maestranza hispalense en 2003 hasta en dos ocasiones así como en cosos de segunda y tercera categoría de toda la geografía.

### Matador de toros

#### Temporadas 2004-2008
Tras su etapa como novillero, Octavio Chacón da su paso al escalafón mayor tras la toma de su alternativa. El 28 de febrero de 2004, en la Plaza de toros de El Puerto de Santa María acogía una corrida de toros de José Luis Pereda en la que, inicialmente, estaban anunciados Julio Aparicio y José María Manzanares pero que se cayeron del cartel debido a la presencia de la televisión. Así, el cartel lo terminarían por conformar Javier Conde y Matías Tejela, quienes acabarían doctorando a Octavio Chacón como padrino y testigo respectivamente; siendo el toro de la alternativa Amargoso, herrado con el número 61, negro mulato y de 485 kilos, al que le cortó las dos orejas.
Durante este año tendría importantes actuaciones, como la ocurrida en la Plaza de toros Monumental de Barcelona, el 20 de junio, donde cortó una oreja en un mano a mano junto al portugués Mario Coelho; o la corrida que lidió en Jerez de la Frontera, durante la Feria del Caballo, y donde se impuso como triunfador de la tarde junto a Jesuli de Torrecera, cortando cuatro orejas. Ese mismo año triunfaría en América Latina, donde compareció en plazas como la de Valencia, en Venezuela, y donde cortaría dos orejas de un encierro de Tierra Blanca.
Tras el éxito cosechado durante su primer año de matador, el número de festejos contratados empezará a disminuir en los años siguientes. Sin embargo, se vestiría de luces en importantes plazas como Jerez, Sevilla, Algeciras, El Puerto o Antequera, donde cortaría tres orejas de los toros de Gavira y donde "sufrió una pequeña cornada en la pantorrilla derecha en su primer toro".

#### Temporada 2009-2013
Tras haber estado toreando en Perú, y con prolongadas ausencias en los ruedos españoles, Octavio Chacón se presentaba en la Plaza de toros de Las Ventas. El 19 de agosto se vestía de luces junto a Sergio Aguilar y Gabriel Picazo para estoquear una corrida de José Luis Pereda y de La Dehesilla. En esta ocasión el diestro gaditano "estuvo firme y de verdad" ante un toro complicado, de nombre Riojano, negro salpicado, del que obtuvo una ovación.

#### Temporada 2014-2019
En 2014 tuvo lugar su relanzamiento como matador tras un triunfo sonado en la Plaza de toros de Fresnedilla (Ávila), donde indultó un toro de la ganadería de José Escolar, de nombre Caluroso. Se trataba de una tarde clave para la carrera del diestro gaditano que estaba dispuesto a cortarse la coleta y anunciar su retirada tras ese festejo pero que no llegó a consumarse fruto del éxito cosechado. Tanto es así que Chacón volvería a ser anunciado en Fresnedilla al año siguiente y con la misma ganadería, volviendo a indultar a un toro cárdeno de Escolar, en esta ocasión Banderito, herrado con el número 38.

#### Temporada 2020
Con motivo de la pandemia del Covid-19, la temporada de Octavio Chacón se limitó a dos corridas de toros. La primera de ellas tuvo lugar en Ávila, siendo considerado como uno de los primeros festejos después del confinamiento, y donde lidió una corrida de toros de Adolfo Martín. Acompañado del diestro burgalés Morenito de Aranda y de Gómez del Pilar consiguió cortar una oreja del primer toro de su lote.
El segundo de los compromisos de Chacó se fijó en la Plaza de toros de Logroño el 22 de noviembre, dentro de la programación de la Gira de Reconstrucción. En esta ocasión, y mano a mano con Rubén Pinar, lidió dos reses del hierro de Victorino Martín, donde cortó una oreja de su segundo toro.

## Percances
A lo largo de su carrera Octavio Chacón ha sufrido distintos percances. Entre los más relevantes destaca que el que sufrió en la Plaza de toros de Valencia el 10 de marzo de 2019.

## Premios y reconocimientos
- 2018: Premio "Fábula taurina", concedido por el Círculo Dinastía Bienvenida por su actuación en la Feria de San Isidro de ese año.[18]